# Pandanus mangokensis
Pandanus mangokensis är en enhjärtbladig växtart som beskrevs av Ugolino Martelli. Pandanus mangokensis ingår i släktet Pandanus och familjen Pandanaceae.
Artens utbredningsområde är Madagaskar. Inga underarter finns listade.